# تجمع محولة (تريم)

تعديل مصدري - تعديل

تجمع محولة هي إحدى قرى عزلة تريم بمديرية تريم التابعة لمحافظة حضرموت، بلغ تعداد سكانها 95 نسمة حسب تعداد اليمن لعام 2004.